# Lucien Clergue
Pour les articles homonymes, voir Clergue.
Lucien Clergue, né le 14 août 1934 à Arles et mort le 15 novembre 2014 à Nîmes,, est un photographe français.
Il est le premier photographe à être élu membre de l'Académie des beaux-arts de l'Institut de France. Il en a été le président pour l'année 2013.

## Biographie
Dès l'âge de 7 ans, Lucien Clergue apprend à jouer du violon sous l'impulsion de sa mère, Jeanne Grangeon. Quelques années plus tard, son professeur n'est plus en mesure de l'aider à progresser. Issu d'une famille modeste, faute de moyens, Clergue ne pourra pas poursuivre ses études au conservatoire de Marseille, ni à celui de Nîmes.
En 1950, pour Noël, il reçoit un appareil photo jouet et apprend dès l'année suivante les rudiments de la photographie.
À partir de 1953, après la mort de sa mère (30 décembre 1952), il consacre tout son temps libre à la photographie, très influencé dans un premier temps par le surréalisme et par les portraits de Thérèse Le Prat.

### La rencontre avec Picasso

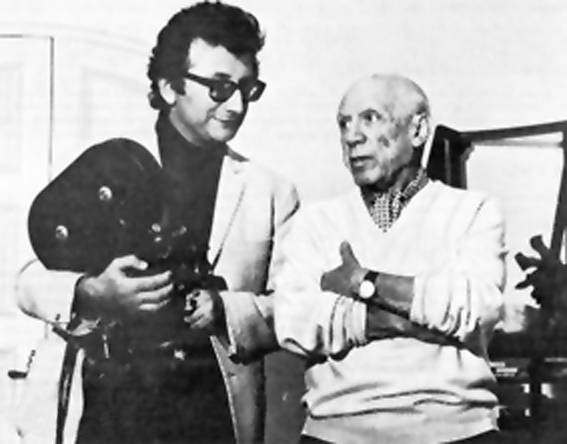
Lucien Clergue en compagnie de Pablo Picasso (Mougins, 1969).

Le 27 septembre 1953, lors d'une corrida aux arènes de Nimes, Clergue force le destin en mettant ses photographies sous le nez de Pablo Picasso. Celui-ci est intéressé et à la question posée : « Est-ce que cela vous plaît », il répond : « Vous savez bien que cela me plaît. » Pendant deux ans, le jeune Clergue s'emploie à produire un travail pour le surprendre. C'est durant cette période qu'il crée la série intitulée La Grande Récréation représentant des saltimbanques dans les ruines d'Arles photographié sans soleil, à laquelle succèdent les Charognes.
Le 4 novembre 1955, pour la première fois, Clergue se rend chez Picasso, à Cannes, pour récupérer les albums qu'il lui a envoyés. Il est reçu à bras ouverts, Pablo Picasso lui disant : « On me dit que le plus grand photographe, c'est Cartier-Bresson ; moi, je dis que c'est vous. » Leur amitié durera près de vingt ans, jusqu'à la mort de Picasso en 1973. Le livre Picasso mon ami retrace les moments importants de leur relation.
Grâce à Picasso, il rencontre le collectionneur et critique d'art Douglas Cooper et Jean Cocteau. Les deux hommes font découvrir les photographies de Clergue à des critiques d'art et à des conservateurs suisses et allemands qui sont les premiers à lui consacrer de véritables expositions.

### Corps mémorable
En 1957, il publie Corps mémorable aux éditions Seghers, poèmes de Paul Éluard, couverture de Pablo Picasso, poème liminaire de Jean Cocteau. L'ouvrage est réédité en 1960 sans le poème de Cocteau, puis en 1962. En 1963 paraît une version allemande dans laquelle la censure imposera de changer une des douze photos. En 1969 paraît une édition remaniée avec d'autres photos et une nouvelle maquette. En 1996, à l'occasion du centenaire du poète, une ultime édition est publiée, agrémentée de nouvelles photographies et d'une maquette réalisée par Massin. En 2003 cette dernière version est rééditée. Une exposition, organisée à la médiathèque Carré d'art de Nîmes fin 2006, célèbre les cinquante ans de l'ouvrage.

### Fondation des Rencontres d'Arles

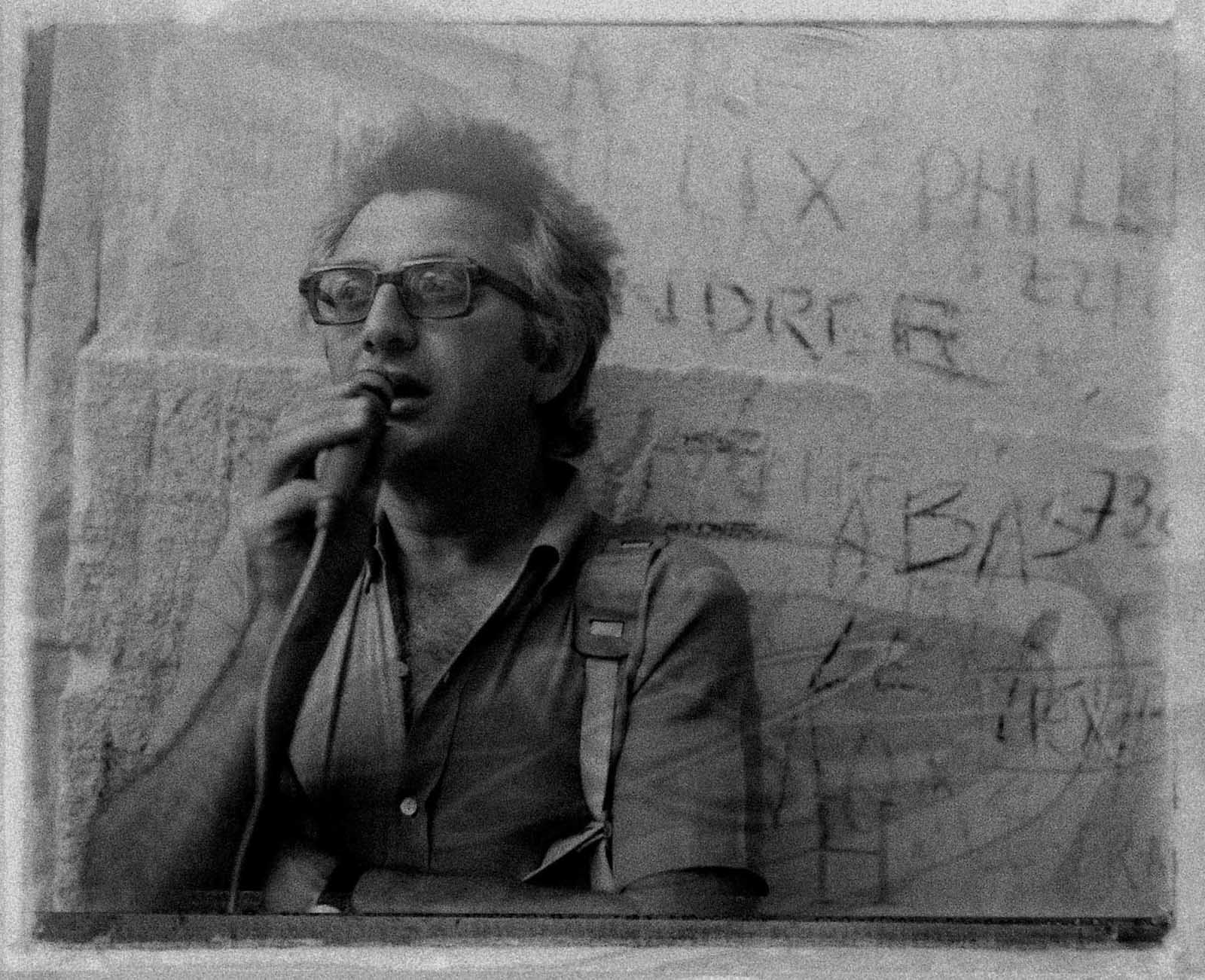
Lucien Clergue aux Baux-de-Provence, Rencontres d'Arles 1975.

Dès 1968, Clergue fonde avec son ami Jean-Maurice Rouquette, conservateur des musées d'Arles, et l'écrivain Michel Tournier les premiers éléments des Rencontres internationales de la photographie qui deviendront les Rencontres de la photographie d'Arles où elles se tiennent chaque année au mois de juillet.
Il invite à Arles les photographes les plus célèbres des États-Unis (Ansel Adams, André Kertész, Robert Mapplethorpe…) et du Japon (Eikō Hosoe)… Ils donneront les premiers « ateliers de photo » à Arles, les fameux workshops. Clergue a sans cesse milité pour la reconnaissance de la photographie en tant que discipline artistique à part entière au même titre que la peinture, la gravure ou la sculpture. Il parviendra à ce qu'elle soit considérée ainsi par le ministère de la Culture avant de contribuer à la création de l'École nationale supérieure de la photographie à Arles en 1982.

### Reconnaissance
Lucien Clergue est le premier autodidacte en France à être reçu docteur ès lettres avec option « photographie » à l’université de Provence Aix-Marseille I le 5 décembre 1979,. Sa thèse, publiée sous le titre Langage des sables, ne comporte aucun mot, seulement des images, c'est l'écriture avec la lumière. Un commentaire de Roland Barthes, membre du jury de thèse, fait office d'antithèse faute d'avoir pu rédiger une véritable préface avant son décès.
Il a régulièrement été l'invité des plus grandes universités étrangères, telles que Harvard où est conservé un fonds exceptionnellement riche de son œuvre photographique et bibliophilique et a donné de nombreuses conférences à l’étranger.
Son travail a été exposé lors des Rencontres de 1971 à 1973, en 1975, 1979, de 1982 à 1986, en 1989, 1991, 1993, 1994, 2000, 2003 et 2007 et en 2014 pour ses 80 ans.
La ville d'Arles lui a consacré en 2007 une très importante rétrospective à travers 360 photographies datées de 1953 à 2007.
Ses œuvres figurent dans les collections de nombreux musées français et étrangers et chez des collectionneurs privés. Son épouse Yolande est morte en 2024.

### Académicien
Il est élu membre de l'Académie des beaux-arts de l'Institut de France, le 31 mai 2006, à la suite de la création d'une nouvelle section consacrée à la photographie (no VIII). Sa réception sous la coupole a lieu le 10 octobre 2007. Premier titulaire du fauteuil no 1 de cette nouvelle section, il a retracé dans son discours l'histoire de la photographie.

## Œuvres
- Picador, 1963, 40 × 30,4 cm, musée d'art de Toulon
- Fontaines du Grand Palais, 59 × 49,3 cm, musée cantonal d'art de Lugano[10]

## Livres
- Corps mémorable, poèmes de Paul Éluard, couverture de Pablo Picasso, poème liminaire de Jean Cocteau, éditions Seghers, Paris, 1957 ; plusieurs rééditions
- Toros muertos, éditions Editec, coll. « Forces vives », Paris, 1963 (postfaces de Jean Cocteau et Jean-Marie Magnan, 30 photographies en noir et banc)
- Marie Raymonde Delorme, Plaza de Toros, photographies de Lucien Clergue, Verviers, éditions Gérard & Cie / Marabout Scope, 1964
- El Cordobés, Paris, éditions de la Jeune Parque, 1965
- Née de la vague, Paris, éditions Belfond, 1968
- Genèse sur des thèmes d'Amers choisis par Saint John Perse, éditions Belfond, Paris, 1973
- Camargue secrète, éditions Belfond, 1976
- La Camargue est au bout des chemins, Marseille, Agep, 1978
- Langage des sables, Marseille, Agep, 1980  (ISBN 2902634-01-3)
- Empreintes des dieux : la saga de Point Lobos, préface d'Étiemble, Paris, éditions Jean Picollec ; Genève, Télédition, 1989  (ISBN 2-86477-095-4) (traduction de Footprints of the Gods)
- Nimeno II Torero de France, Paris, Marval, 1992  (ISBN 2862341061)
- Picasso mon ami, Paris, Éditions Plume, 1993, 207 p. (ISBN 2-908034-60-3)
- Les Gitans, Paris, Marval, 1996  (ISBN 2862341975)
- Le Nu foudroyé, en collaboration avec Patrick Grainville et Gérard Simoën, Arles, Actes Sud, 2004  (ISBN 2742749470)
- Portraits, Arles, Actes Sud, 2005  (ISBN 2742754237)
- Lucien Clergue: Fifty Years of Photography-Vintage and Recent Works, 2006.
- Lucien Clergue, La Martinière, 2007  (ISBN 2732435694)
- Lucien Clergue: The Intimate Picasso, 2009.
- Brasilia, Malakoff, Hazan, 2013, 204 p. (ISBN 978-2-7541-0696-2)

## Expositions

### Expositions collectives
- 2014 : Le corps masculin, avec des photographies de Andy Warhol, Herb Ritts, George Platt Lynes, Arno Rafael Minkkinen, Arthur Tress, Raymond Voinquel, Lucien Clergue, Jan Saudek, Malick Sidibé, Joel-Peter Witkin, le baron Wilhelm von Gloeden, etc. dans le cadre du Mois de la photo 2014, du 1er novembre au 13 décembre 2014, Galerie David Guiraud, Paris
- 2017 : 29 Arts in Progress gallery avec Photo Vogue Festival avec Gian Paolo Barbieri, Amedeo M. Turello, Greg Gorman, William Klein.

### Prix et récompenses
- 1986 : Prix Higashikawa
- 2005 : Lucie Award, New York
- 2015 : Prix de la Fondation Manuel Rivera-Ortiz (à titre posthume)

### Décorations
- Chevalier de la Légion d'honneur (2003)[réf. souhaitée]
- Chevalier de l'ordre national du Mérite
- Commandeur de l'ordre des Arts et des Lettres (2010)[11]